# نجم الدين حسن
حسن فضل الله نجم الدين (1945 – 19 نوفمبر 2013) كان لاعب كرة قدم سوداني، لعب في مركز المدافع، ومثل المنتخب الوطني السوداني في العديد من البطولات الدولية، بما في ذلك الألعاب الأولمبية الصيفية 1972 في ميونيخ، كما ساهم في فوز منتخب بلاده بلقب كأس الأمم الأفريقية 1970. 

## الحياة المبكرة والنشأة
وُلد حسن نجم الدين في الخرطوم عام 1945، وبدأ شغفه بكرة القدم منذ صغره. التحق بفرق الأحياء الشعبية قبل أن ينضم إلى نادي النيل الخرطوم، الذي برز فيه كمدافع صلب وقائد هادئ. ساهم أداءه اللافت في استدعائه إلى المنتخب السوداني، حيث أصبح واحدًا من أبرز لاعبي الدفاع في جيله، وتطور ليصبح قائدًا للمنتخب في عدة مناسبات.

## المسيرة الدولية
كان نجم الدين قائدًا للمنتخب السوداني خلال دورة الألعاب الأولمبية الصيفية 1972، وشارك في ثلاث مباريات ضمن مرحلة المجموعات، خسرها المنتخب أمام المكسيك، الاتحاد السوفيتي، وبورما. خرج المنتخب من البطولة في الدور الأول، إلا أن أداء نجم الدين لاقى إشادة من المتابعين على المستوى العربي.
كما شارك في التصفيات المؤهلة لـكأس العالم 1970 في المكسيك، حيث لعب في لقاءات أمام زامبيا وإثيوبيا، ثم واصل المشاركة في تصفيات كأس العالم 1974.

## كأس الأمم الأفريقية
شارك نجم الدين في كأس الأمم الأفريقية 1970 التي أُقيمت في السودان، وأسهم في فوز المنتخب باللقب لأول مرة في تاريخه، وشارك في مباراة أمام الكاميرون. كما شارك في نسختي كأس الأمم الأفريقية 1972 و1976، إلا أن المنتخب خرج من الدور الأول في البطولتين.

## بعد الاعتزال
بعد اعتزاله اللعب، أقام نجم الدين في الشارقة بدولة الإمارات العربية المتحدة، حيث عمل في تدريب الفئات السنية لبعض الأندية المحلية. كما كان عضوًا نشطًا في أنشطة الجالية السودانية وشارك في تنظيم فعاليات رياضية وثقافية محلية. عُرف بحضوره الدائم في المحافل الرياضية، وبتواضعه وروحه القيادية، حيث اعتبره كثيرون نموذجًا يُحتذى به.

## الوفاة
توفي حسن نجم الدين في الشارقة بتاريخ 19 نوفمبر 2013، عن عمر ناهز 68 عامًا. وقد نعته شخصيات رياضية وإعلامية، وأشادت بإنجازاته الوطنية ومساهماته في رفع اسم السودان في المحافل الرياضية. ونشرت الصحف الإماراتية أخبار وفاته، مع تسليط الضوء على تاريخه الرياضي الكبير ومكانته في قلوب زملائه والمجتمع الرياضي.